# Gerlinde Schermer
Gerlinde Schermer (* 18. Februar 1956 in Stolberg (Harz)) ist eine deutsche Ökonomin und Politikerin (SPD). Schermer gehörte von 1991 bis 1999 dem Abgeordnetenhaus von Berlin an.

## Leben
Gerlinde Schermer besuchte bis 1972 die Polytechnische Oberschule in Stolberg. Sie hat einen Fachhochschulabschluss als Diplom-Betriebswirtin erworben.
Sie war von 1977 bis 1987 in mehreren Betrieben zunächst in Erfurt und dann bis 1990 in Berlin beschäftigt. Gegenwärtig ist sie selbstständig als Steuerbevollmächtigte tätig.

## Politik
Gerlinde Schermer trat 1990 in die SPD ein und gehörte von dann bis 1998 deren Berliner Landesvorstand an, von 1994 bis 1996 als stellvertretende Landesvorsitzende. Sie wurde 1991 in
das Berliner Abgeordnetenhaus gewählt, dem sie bis 1999 angehörte. In der Kontroverse um die Teilprivatisierung der Berliner Wasserbetriebe folgte sie nicht der Linie der SPD und engagierte sich gegen den Verkauf von 49,9 Prozent der Anteile an private Investoren. Bei der entscheidenden namentlichen Abstimmung am 29. April 1999 im Berliner Abgeordnetenhaus stimmte sie, zusammen mit den beiden anderen SPD-Abweichlern Michael Müller und Peter Korch, gegen die Beschlussempfehlung der SPD-CDU-Koalition. Ihre erneute Kandidatur 2012 blieb erfolglos.
Gegenwärtig engagiert sie sich insbesondere gegen die Privatisierung öffentlicher Güter.